# Dorothy Masuka
Dorothy Masuka (Bulawayo, Dél-Rhodézia, 1935. szeptember 3. – Johannesburg, 2019. február 23.) dél-afrikai dzsessz- és popénekes. Anyja zulu, apja zambiai volt; a család hét gyermeke közül Dorothy volt a negyedik. Olyan katolikus iskolában tanult, amelybe feketék is járhattak.

## Életpályája
Tizenkét éves korában családja Dél-Afrikába költözött. Mire tizenkilenc éves korában már azokkal az énekesekkel turnézott Dél-Afrikában, akiket kislányként csodált.
Masuka zenéje népszerű volt Dél-Afrikában az 1950-es években, de amint dalainak tartalma súlyosabbá vált, a kormány nemtetszését váltotta ki velük. Dr. Mala című dalát, melyben a bonyolult törvényeket említette, 1961-ben betiltották, majd 1961-ben Patrice Lumumbáról szóló dala miatt száműzetésbe kellett vonulnia. Ez a száműzetés 31 évig tartott. Dalai közül sokat ndebele vagy sindebele nyelven adott elő.
2011 augusztusában Dorothy Masuka és a Generációk (Generations) egy szappanopera megalkotója volt.
Masuka a szerzője többek között a Pata Pata című világsikerű Miriam Makeba-dalnak.

## Lemezek
- Pata Pata (1990)
- Hamba Notsokolo (1995)
- Mzilikazi (2001)
- The Definite Collection (2002)
- Lendaba (2003)